# Płoty (Lubusz)
Pour les articles homonymes, voir Płoty.
Płoty (prononciation : [ˈpwɔtɨ]) est un village polonais de la gmina de Czerwieńsk dans le powiat de Zielona Góra de la voïvodie de Lubusz dans l'ouest de la Pologne.
Le village comptait approximativement une population de 971 habitants en 2011.

## Histoire
La première mention témoignant de l'existence du village date de 1305.
Le nom allemand du village était Plothow.
Après la Seconde Guerre mondiale, avec les conséquences de la Conférence de Potsdam et la mise en œuvre de la ligne Oder-Neisse, le village est intégré à la République populaire de Pologne. La population d'origine allemande est expulsée et remplacée par des polonais.
De 1975 à 1998, le village appartenait administrativement à la voïvodie de Zielona Góra.

Depuis 1999, il appartient administrativement à la voïvodie de Lubusz